# 歐申貝帕克 (紐約州)
歐申貝帕克（英語：Ocean Bay Park）是位於美國紐約州薩福克縣的非建制地區。

## 歷史
歐申貝帕克的郵局於1931年設立，其後於1938年停運。

## 地理
歐申貝帕克所處的海拔為高於海平面1米（即3英呎），而該地所採用的時區為UTC-5，即北美东部时区（EST）。同時該地設有夏令時間，為UTC-5調快一小時，即UTC-4（EDT）。